# Ceramaster
Ceramaster is een geslacht van zeesterren uit de familie Goniasteridae.				

## Soorten
- Ceramaster arcticus (Verrill, 1909)
- Ceramaster australis H.E.S. Clark, 2001
- Ceramaster bowersi (Fisher, 1906)
- Ceramaster clarki Fisher, 1910
- Ceramaster cuenoti (Koehler, 1909)
- Ceramaster glasbyi McKnight, 1993
- Ceramaster granularis (Retzius, 1783)
- Ceramaster grenadensis (Perrier, 1881)
- Ceramaster japonicus (Sladen, 1889)
- Ceramaster leptoceramus (Fisher, 1905)
- Ceramaster mortenseni (Koehler, 1909)
- Ceramaster patagonicus (Sladen, 1889)
- Ceramaster smithi Fisher, 1913
- Ceramaster stellatus Djakonov, 1950
- Ceramaster trispinosus H.L. Clark, 1923